# Université de science et de technologie de Gwangju
L'Université de science et de technologie de Gwangju (en hangul : 광주과학기술원 ; aussi connu sous la dénomination de Gwangju Institute of Science and Technology ou GIST à l'international) est une université nationale de Corée du Sud située à Gwangju. 

## Histoire
L'établissement a été créé par le gouvernement sud-coréen en 1993 comme un ensemble de structures de 2e et 3e cycle universitaire orienté vers la recherche.